# Träume auf Rädern – Orient-Express
Der Film Träume auf Rädern – Orient-Express ist eine deutsche Dokumentation, die den Venice Simplon-Orient-Express während seiner Fahrt von Boulogne-sur-Mer nach Venedig, von Venedig nach Prag und zurück nach Paris zeigt. Der Film beschäftigt sich mit dem Zug aus der Perspektive der in und um ihn herum Beschäftigten und einer Reisenden.

## Handlung
Auf die Frage, ob er wisse, welchen Zug er mit seiner Elektrolokomotive gerade zöge, weiß der Lokomotivführer keine rechte Antwort. Für ihn ist es ein Sonderzug wie viele andere.
Bevor der restaurierte Venice Simplon-Orient-Express erneut auf die Reise durch Europa geht, wird er in Boulogne (an der französischen Ärmelkanal-Küste) hergerichtet. Ein Schwarm von Reinigungskräften macht sich mit Putzzeug und Druckstrahlgebläse über ihn her. Es geht darum, den Schein eines „Sonderzuges“ auf Hochglanz zu bringen. Es geht auch um das Geschäft, betont im plüschigen Salonwagen der Leiter der Deutschlandvertretung, der den legendären „König der Züge“ oder „Zug der Könige“ vermarktet, während um ihn herum die Reinigungskräfte wie im Akkord arbeiten.
In einer Montage-Fahrt bewegt sich der Orient-Express (im Film) über Paris und Innsbruck nach Venedig, in das zentrale Ausbesserungswerk. Exotische Früchte, Fische und Delikatessen werden zugeladen. Die berühmten Wagen, von zahlreichen Schriftstellern beschrieben, werden hier grundüberholt, ein Wagen auf nagelneue Fahrgestelle gehoben. Und so tritt auch die italienische Leiterin der Reinigungsabteilung, die darüber wacht, dass alles so erscheint, wie sich der Fahrgast es erträumt, wie für einen traumhaften Film gecastet vor die Kamera. Sie erklärt Funktion und Gliederung des Ersatzteillagers und zeigt, wie gestohlene Teile ausgewechselt werden. Durch die Frage nach ihrer Herkunft wird deutlich, dass dies für sie nur ein „Job wie viele andere, gleich um die Ecke“ ist, wie auch für den italienischen Steward Bruno, der seinen Wagen 51 traditionell mit Papier, Holz und Kohle beheizt.
Auf dem Bahnsteig in Venedig wird sichtbar, dass es sich hier um keine Individualreise handelt. Bunt gekleidete Touristen warten geduldig hinter der stilvollen Kordel, die sie vor dem bereitgestellten Zug zurückhält. Der Maitre des Zuges stimmt mit dem Steward Listen ab. Dann wird für die Gäste der Zutritt freigegeben, und eine regelrechte Hatz beginnt, als gäbe es keine reservierten Abteile.
Im prächtigen Einzel-Compartment (Preis für die 22-Stunden-Fahrt von Venedig nach Prag: 6200 Mark), kommt die deutsche Reisende als Protagonistin aus ihrem Staunen nicht heraus.
Nach dem Prolog setzt sich der Zug nun pfeifend in Bewegung und die Servicemaschine in Gang.
Das Thema des Films ist die Realisierung eines Traumes, und wie sich dieser dann im Alltag einer Luxusreise auf die Beschäftigten auswirkt, wie auf die von ihnen betreute (in diesem Fall) Reisende Dannenberg, die für 22 Stunden ihr Dasein als Beschäftigte im deutschen Öffentlichen Dienst „vergessen möchte“. Jede Minute ist ihr wichtig, „da teuer erkauft“. Sie genießt die Intarsien von René Prou, vor allem das Gefühl, hier nicht mehr ganz sie selbst sein zu müssen, inmitten von Leuten aus der IT-Branche, einem Eisenbahnfan, dem Paar, das eine Pension in Österreich betreibt, wie jener Dame, die regelmäßig den Zug mit ihrer Mutter bereist.
Zahlreiche Köche arbeiten im Hintergrund auf engstem Raum für sie, und der Sternekoch gibt Auskunft über die Hintergründe seiner Kunst und dass im Zug nicht mit Fett gearbeitet werden darf, aus Sicherheitsgründen.
Der blau-beige Venice Simplon-Orient-Express fährt durch die Nacht. Es passiert nicht viel während dieser Reise. Das Sieben-Gänge-Dinner erinnert die Dame aus dem Öffentlichen Dienst an ihr Lieblingskaufhaus in Berlin. Im Bar-Wagen spielt ein Piano-Player, und die Reisende erfährt von Geschäftsleuten, dass die beruflich immer unter Stress ständen und vom Arbeitgeber die Reise als Belohnung erhalten hätten. In Kärnten muss der Zug zwei Stunden warten, verrät der Steward, damit er am nächsten Tag pünktlich sein Ziel erreicht.
Auf der einen Seite macht sich im Zug gepflegte Langeweile breit, auf der anderen wird dagegen angearbeitet, Getränke und Gebäck (auch in der Nacht) serviert, um ein Gefühl nicht in wirkliche Langeweile umschlagen zu lassen.
In Prag verabschiedet der Steward Bruno die Reisende Dannenberg formvollendet in den Alltag, als gäbe es nur sie im Zug. Dann geht er mit dem Maitre die neue Liste durch, um informiert zu sein, welche Gäste in Prag nach Paris zusteigen. Eine böhmische Kapelle spielt zum Abschied und zum Willkommen. Die begleitete Reisende aus dem Öffentlichen Dienst verläuft sich in den Katakomben des Gründerzeitbahnhofs. Ihr Schlussbild zeigt die Heimfahrt nach Deutschland im kontrastreichen Wagen der 2. Klasse. Das letzte Bild des Films: ein leerer Zug, der durch Europa fährt.

## Kritik
„Der Clou des Films besteht darin, diese opulente Inszenierung von Luxus immer wieder zu brechen. Unübersehbar ist dabei jedoch die Spät-68er-Protesthaltung. Als wollen Conradsen und Köster sich und dem Zuschauer das aristokratische Vergnügen dieser erlesenen Reise nicht so recht gönnen. Sie mäkeln an der festlichen Garderobe der Gäste herum, und beim festlichen Diner erscheint die in Großaufnahme gezeigte Flasche Châteauneuf-du-Pape wie der Inbegriff der Dekadenz. Obwohl die Dreharbeiten in den engen Zugabteilen ein technisches Bravourstück sind, entsteht immer wieder der Eindruck, als fühlte sich ihr Kamerablick nicht recht wohl inmitten fein ziselierter Jugendstillampen und kunstvoll arrangiertem Holzornat. Aber diese Zwiespältigkeit bekommt dem Film.“

„Der Film nimmt Schwellenangst.“